# Marlene Kuntz
Marlene Kuntz ist eine italienische Alternative-Rock-Band, die 1989 in Cuneo (Piemont) gegründet wurde.

## Bandgeschichte
Die Band wurde Ende der 1980er-Jahre von Luca Bergia (Schlagzeug), Riccardo Tesio (Gitarre) und Franco Ballatore (Bass) gegründet. Der Name Marlene Kuntz war eine Hommage an Marlene Dietrich sowie den Song Kuntz der Band Butthole Surfers. Bald schloss sich der Sänger und Gitarrist Cristiano Godano der Band an und gab ihr ein Gesicht. Nach ersten Demoaufnahmen, beeinflusst von Einstürzende Neubauten, erreichte die Band 1993 das Finale der Veranstaltung Rock Targato Italia und wurde vom Produzenten Gianni Maroccolo entdeckt, der sie bei seinem Label Sonica Factory unter Vertrag nahm.
Mit dem neuen Bassisten Gianluca Viano nahm Marlene Kuntz 1994 ihr Debütalbum Catartica auf, das stark von Sonic Youth geprägt war. Damit machte sich die Band sogleich einen Namen in der italienischen Indie-Rock-Szene und einzelne Lieder wurden schnell populär. In den folgenden Jahren verstärkte die Band ihre Livetätigkeiten und veröffentlichte, nun mit dem Bassisten Dan Solo, zwei weitere Studioalben: Il vile (1996) und Ho ucciso paranoia (1999). Diese Alben erreichten die italienischen Charts und markierten den schrittweisen Übergang zu einem melodiöseren Stil. 1999 erschien auch das erste Livealbum H.U.P. Live in Catharsis.
Der bis dahin größte Publikumserfolg gelang Marlene Kuntz im Jahr 2000 mit dem Album Che cosa vedi. Mit Canzone di oggi und vor allem La canzone che scrivo per te im Duett mit Skin konnte die Band nun erstmals die Singlecharts erreichen und in den italienischen Mainstream vorstoßen. Das nächste Album Senza peso entstand in Berlin und erschien 2003. Es enthielt das erfolgreiche Lied A fior di pelle. 2004 ließ die Band die EP Fingendo la poesia folgen, die zusätzlich zum Titelsong zwei Cover von Mina bzw. Paolo Conte enthielt und nur knapp die Chartspitze verfehlte.
Nach dieser sehr erfolgreichen Phase verließ der Bassist Dan Solo die Band wieder und wurde übergangsweise durch Produzent Maroccolo ersetzt. 2005 erschien das sechste Studioalbum Bianco sporco. Nach der folgenden Tournee begann die Band das Unplugged-Projekt S-low, aus dem das gleichnamige Livealbum hervorging. Außerdem nahm die Band ein Videoalbum für MTV Storytellers auf. 2007 veröffentlichte die Band mit Uno ein Konzeptalbum, zu dem u. a. Paolo Conte, Stefano Benni, Carlo Lucarelli und Gianmaria Testa Beiträge lieferten. Im selben Jahr stießen der neue Bassist Luca Saporiti und der Multiinstrumentalist Davide Arneodo zur Band.

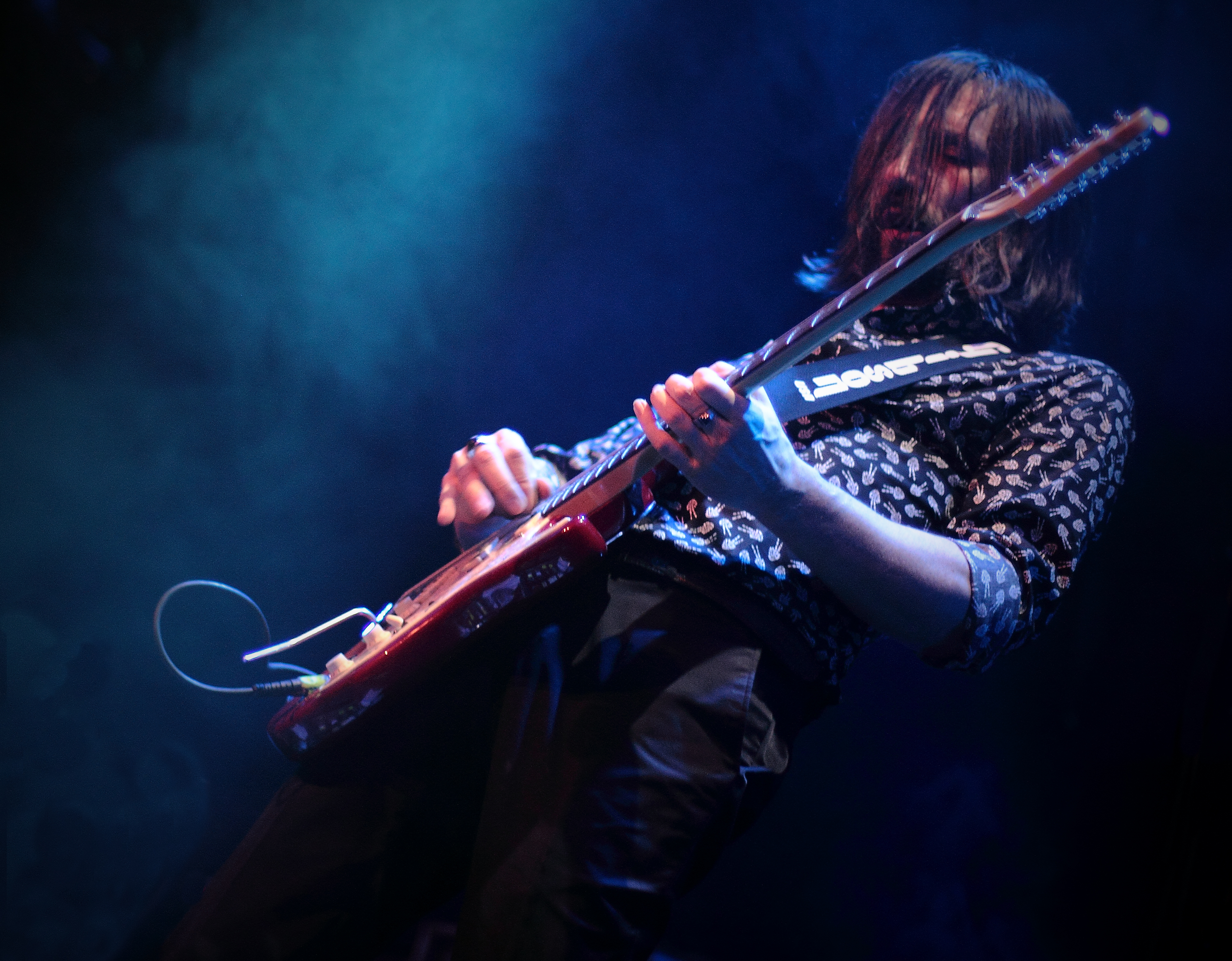
Frontman Cristiano Godano (2017)

Im Jahr 2009 erschien das erste Best-of-Album von Marlene Kuntz. Darauf waren zusätzlich drei Cover von Liedern von Mina, PFM und Giorgio Gaber enthalten. Das achte Studioalbum Ricoveri virtuali e sexy solitudini folgte 2010, nach verschiedenen Live-Projekten. Beim Sanremo-Festival 2012 ging die Band mit dem Lied Canzone per un figlio ins Rennen, schaffte es jedoch nicht ins Finale. Am dritten Abend des Festivals präsentierte sie zusammen mit Patti Smith ein Cover eines PFM-Liedes und gewann damit den Preis für das beste Cover. Im Anschluss veröffentlichte sie das Album Canzoni per un figlio, auf dem sie ältere Lieder aus ihrem Repertoire neu auflegte.
Das neunte Studioalbum der Band erschien 2013 unter dem Titel Nella tua luce. Es folgten die EP Pansonica (2014) und das Album Lunga attesa (2016). Zum 30-jährigen Bandjubiläum veröffentlichte Marlene Kuntz 2019 eine zweiteilige Kompilation unter dem Titel MK30.

## Diskografie

### Studioalben
| Jahr | Titel Musiklabel                                  | Höchstplatzierung, Gesamtwochen, AuszeichnungChartsChartplatzierungen (Jahr, Titel, Musiklabel, Platzierungen, Wochen, Auszeichnungen, Anmerkungen) | Anmerkungen                                                                          |
| Jahr | Titel Musiklabel                                  | IT | Anmerkungen                                                                          |
| ---- | ------------------------------------------------- | --- | ------------------------------------------------------------------------------------ |
| 1994 | Catartica CPI/Polygram/Mercury                    | — | Erstveröffentlichung: 13. Mai 1994                                                   |
| 1996 | Il vile CPI/Polygram/Mercury                      | IT36 (1 Wo.)IT | Erstveröffentlichung: 26. April 1996                                                 |
| 1999 | Ho ucciso paranoia CPI/Sonica/Virgin/Mercury      | IT6 (2 Wo.)IT | Erstveröffentlichung: 14. Januar 1999 inkl. Sonderausgabe Ho ucciso paranoia + Spore |
| 2000 | Che cosa vedi Sonica/Virgin                       | IT9 (17 Wo.)IT |                                                                                      |
| 2003 | Senza peso EMI/Virgin                             | IT5 (7 Wo.)IT |                                                                                      |
| 2005 | Bianco sporco EMI/Virgin                          | IT7 (9 Wo.)IT | Erstveröffentlichung: 11. März 2005                                                  |
| 2007 | Uno EMI/Virgin                                    | — |                                                                                      |
| 2010 | Ricoveri virtuali e sexy solitudini Sony/Columbia | IT18 (8 Wo.)IT | Erstveröffentlichung: 15. November 2010                                              |
| 2013 | Nella tua luce Sony/Columbia                      | IT7 (3 Wo.)IT | Erstveröffentlichung: 27. August 2013                                                |
| 2016 | Lunga attesa Sony/Columbia                        | IT12 (6 Wo.)IT | Erstveröffentlichung: 29. Januar 2016                                                |
| 2024 | Catartica + Demosonici                            | IT30 (… Wo.)IT | Erstveröffentlichung: 8. März 2024 erweiterte Neuauflage des Debütalbums Catartica   |

### Livealben (Auswahl)
| Jahr | Titel Musiklabel | Höchstplatzierung, Gesamtwochen, AuszeichnungChartsChartplatzierungen (Jahr, Titel, Musiklabel, Platzierungen, Wochen, Auszeichnungen, Anmerkungen) | Anmerkungen |
| Jahr | Titel Musiklabel | IT | Anmerkungen |
| ---- | ---------------- | --- | ----------- |
| 2006 | S-Low EMI/Virgin | IT19 (5 Wo.)IT |             |

Weitere Livealben
- 1999: H.U.P. Live in Catharsis (Sonica/Edel)
- 2009: Cercavamo il silenzio (Al-kemi / Ala Bianca)
- 2020: 302010 MK²LIVE (Ala Bianca / Warner)

### Kompilationen (Auswahl)
| Jahr | Titel Musiklabel                             | Höchstplatzierung, Gesamtwochen, AuszeichnungChartsChartplatzierungen (Jahr, Titel, Musiklabel, Platzierungen, Wochen, Auszeichnungen, Anmerkungen) | Anmerkungen                                             |
| Jahr | Titel Musiklabel                             | IT | Anmerkungen                                             |
| ---- | -------------------------------------------- | --- | ------------------------------------------------------- |
| 2009 | Best of Marlene Kuntz EMI/Virgin             | IT13 (10 Wo.)IT | Erstveröffentlichung: 23. Januar 2009                   |
| 2009 | Canzoni per un figlio Sony/Columbia          | IT38 (3 Wo.)IT | Erstveröffentlichung: 2. April 2009 Charteinstieg: 2012 |
| 2019 | MK30 – Covers & Rarities Ala Bianca / Warner | IT98 (1 Wo.)IT | Erstveröffentlichung: 28. Juni 2019                     |

### EPs
| Jahr | Titel Musiklabel              | Höchstplatzierung, Gesamtwochen, AuszeichnungChartsChartplatzierungen (Jahr, Titel, Musiklabel, Platzierungen, Wochen, Auszeichnungen, Anmerkungen) | Anmerkungen                   |
| Jahr | Titel Musiklabel              | IT | Anmerkungen                   |
| ---- | ----------------------------- | --- | ----------------------------- |
| 2004 | Fingendo la poesia EMI/Virgin | IT2 (18 Wo.)IT | in den Singlecharts platziert |
| 2014 | Pansonica Sony/Columbia       | IT11 (5 Wo.)IT |                               |

Weitere EPs
- 1998: Come di sdegno (CPI/Sonica)
- 2001: Cometa (Sonica/Virgin)

### Singles (Auswahl)
| Jahr | Titel Album                                | Höchstplatzierung, Gesamtwochen, AuszeichnungChartsChartplatzierungen (Jahr, Titel, Album, Platzierungen, Wochen, Auszeichnungen, Anmerkungen) | Anmerkungen |
| Jahr | Titel Album                                | IT | Anmerkungen |
| ---- | ------------------------------------------ | --- | ----------- |
| 2000 | Canzone di oggi Che cosa vedi              | IT27 (3 Wo.)IT |             |
| 2000 | La canzone che scrivo per te Che cosa vedi | IT8 (14 Wo.)IT | feat. Skin  |
| 2003 | A fior di pelle Senza peso                 | IT9 (5 Wo.)IT |             |